# ルカ・モドリッチ
ルカ・モドリッチ（Luka Modrić; クロアチア語発音: [lûːka mǒːdrit͡ɕ]、1985年9月9日 - ）は、ユーゴスラビア・ザダル（現：クロアチア・ザダル郡ザダル）出身のサッカー選手。セリエA・ACミラン所属。クロアチア代表。ポジションはミッドフィールダー。

## 概要
ヴェレビト山脈にある人口500人ほどの小さな村で生まれ、6歳の時にクロアチア紛争とボスニア・ヘルツェゴビナ紛争が勃発したことにより、18歳まで難民生活をしていた。紛争中、父はクロアチア軍の軍用車の整備士、母は織物労働者であった。
地元クラブであるNKザダルのユース出身で、2002年に国内の強豪クラブであるNKディナモ・ザグレブへの移籍が転機となる。入団後すぐに才能を発揮し、クラブはすぐに契約を10年延長。クラブ職員によって多くの成長補助食品も与えられ、身長も伸びていった。
その後、HŠKズリニスキ・モスタル、NKインテル・ザプレシッチへのレンタル移籍を経て2005年にディナモ・ザグレブのトップチームデビューした。
2008年からはプレミアリーグに活躍の場を移し、トッテナム・ホットスパーFCではスコット・パーカーやガレス・ベイルらとチームを牽引した。2012年にレアル・マドリードへ移籍、UEFAチャンピオンズリーグ優勝などのタイトルを獲得した。
2018 FIFAワールドカップではクロアチアを初の準優勝に導き、大会MVPにあたるゴールデンボールを受賞した。
クロアチア年間最優秀選手賞に最多となる12度選出されているほか、2015年にFIFA/FIFProワールドイレブン、2016年にはUEFAチーム・オブ・ザ・イヤーにクロアチア人で初めて選ばれた。2018年、東ヨーロッパ出身選手で初めてUEFA欧州最優秀選手賞、FIFA最優秀選手賞を受賞し、クロアチア人初となるバロンドールにも選ばれた。

## クラブ経歴

### クロアチア時代
1985年、旧ユーゴスラビアのザダル郊外にあるモドリッチという名前の村で生まれた。1991年、クロアチアが独立を宣言し、クロアチア紛争が始まると故郷は戦場と化し、祖父はセルビアの民兵に殺害された。この件に関しては「あまり話したくない」と語っている。また、名前の“ルカ”はこの祖父の名前から来ている。その後一家はザダルへ逃れ、難民が暮らすホテルで仮住まいを始め、当時6歳であったモドリッチはホテルの駐車場でサッカーに熱中した。クロアチア代表でも活躍していたズボニミール・ボバンのファンであり、当時ボバンも所属していたACミランでのプレーを夢見ていた。
10歳の頃にハイドゥク・スプリトのトライアルを受けるも、華奢で力がなさすぎるという理由から不合格となり、その後地元クラブのNKザダルの下部組織に入団した。16歳でディナモ・ザグレブの下部組織に移籍する。
18歳でトップチームに昇格し10年間のプロ契約を結び、故郷にアパートを買って一家の難民生活にピリオドを打った。同じポジションにニコ・クラニチャールが居たため、HŠKズリニスキ・モスタルにレンタル移籍。ここでは18歳ながらキャプテンを務め年間MVPの活躍を見せるものの、ディナモへの復帰は叶わず、翌年NKインテル・ザプレシッチに再びレンタルに出された。ザプレシッチではタイトル争いに大きく貢献し、最終的にクラブをリーグ2位へ導くと年間最優秀若手選手賞を受賞した。
転機が訪れたのはクラニチャールがハイデュク・スプリトに移籍してから。2005年1月にディナモへ急きょ呼び戻されると、ヨジップ・クゼ監督の下、エドゥアルド・ダ・シルヴァ、ヴェドラン・チョルルカ、オグニェン・ヴコイェヴィッチらとともに、リーグ優勝を達成。モドリッチもチーム内で確固たる地位を築き、リーグ3連覇に貢献。2007年にはリーグ年間最優秀選手に選出された。

### トッテナム・ホットスパー
2008年5月30日にトッテナム・ホットスパーFCへ同クラブの当時史上最高額となる移籍金2300万ユーロで移籍。
8月16日のミドルスブラFCとの開幕戦でプレミアリーグデビュー。ファンデ・ラモス監督の下では中盤の底で司令塔としての役割を求められたものの、プレミアリーグに適応できない中での不慣れなポジションでのプレーとあり、また膝の怪我もあり低調なパフォーマンスが続いた。しかし10月末にファンデ・ラモスが解任されハリー・レドナップが就任すると、セントラルハーフや左サイドでプレーするようになり、レギュラーに定着。2008年12月18日のUEFAカップ、FCスパルタク・モスクワ戦で移籍後初得点を挙げると、その3日後にはニューカッスル・ユナイテッドFC戦でプレミアリーグ初得点を挙げた。移籍初年度から計44試合に出場し、5得点を挙げた。
2009-10シーズンもレギュラーとしてスタートしたものの、2009年8月29日のバーミンガム・シティFC戦でリー・ボウヤーと接触し右足の腓骨を骨折。当初は6週間の離脱とみられたが 復帰は遅れ、12月にようやく戦列に復帰した。復帰後はトッテナム躍進の原動力となり、クラブ史上初のUEFAチャンピオンズリーグ出場権獲得に貢献した。シーズン終了後、トッテナムと新たに6年契約を結んだ。

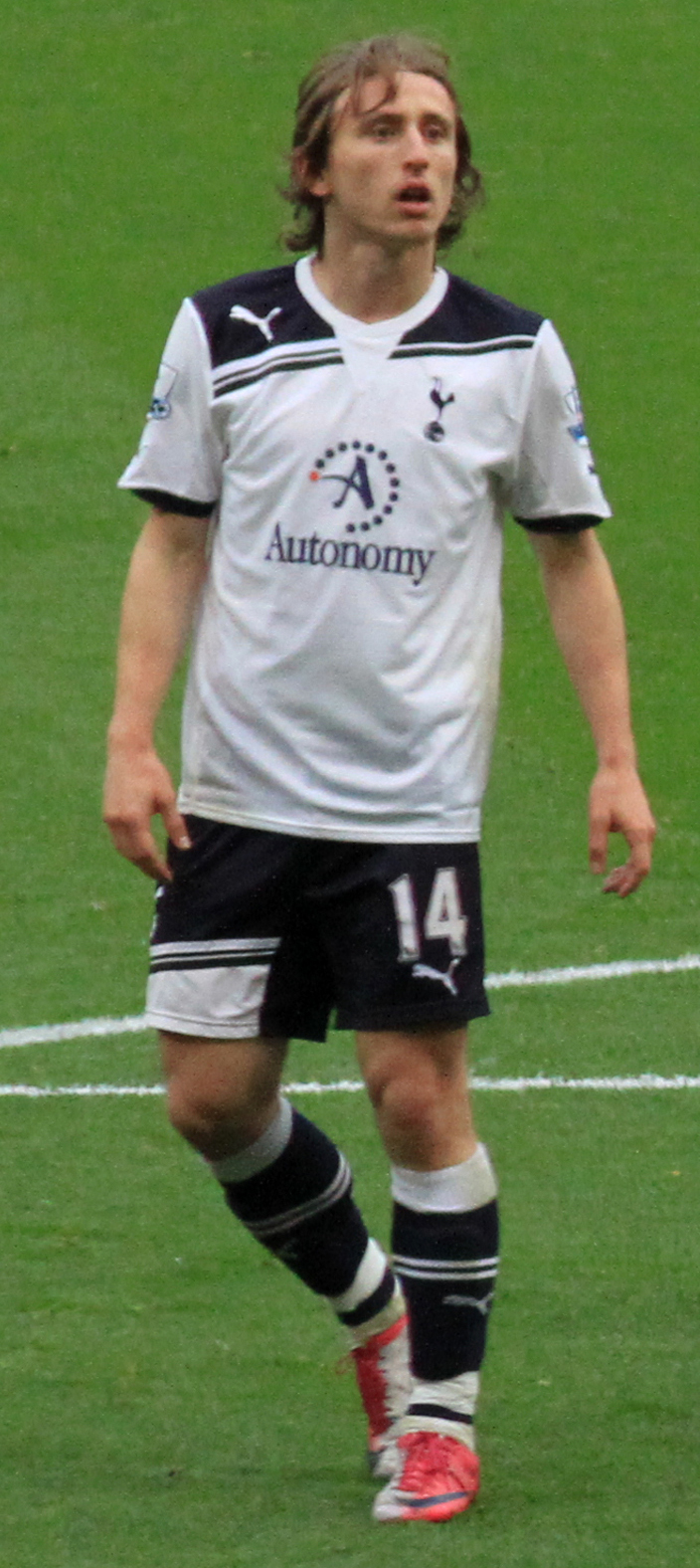
トッテナム時代のモドリッチ（2010年）

2010-11シーズンは自身初めてチャンピオンズリーグ本戦に進んだ。2010年9月29日のグループリーグ第2節、ホームでのFCトゥウェンテ戦でチャンピオンズリーグ初出場を果たし、ガレス・ベイルの得点を導くなど4-1の大勝に貢献。続く10月20日のアウェーでのインテル戦ではゴメスの退場により前半11分で交代となるも、11月2日のホームでのインテル戦ではラファエル・ファン・デル・ファールトの先制点をアシストし、3-1での勝利に貢献。続く11月24日のヴェルダー・ブレーメン戦ではチャンピオンズリーグ初得点を挙げた。チャンピオンズリーグでは8試合に出場し、グループリーグ首位通過と初のベスト8進出に貢献した。プレミアリーグでは32試合に出場し、パス成功数とインターセプト数でリーグベスト3に入る活躍をみせた。トッテナムは2シーズン連続のチャンピオンズリーグ出場権獲得は逃したものの5位につけ、UEFAヨーロッパリーグ出場権を獲得した。これらの活躍により、プレミアリーグで最もクリエイティブな選手の1人という評価を得た。
2012年夏の移籍市場では、レアル・マドリードがモドリッチへ強い関心を示した。モドリッチ自身も移籍を希望し、練習の欠場やアメリカ遠征を辞退した。プレシーズンツアーに参加しなかったモドリッチに対し、クラブは罰金を課した。

### レアル・マドリード
2012年8月27日にレアル・マドリードへの移籍を発表した。契約は5年間で、移籍金は推定4200万ユーロ。モドリッチ移籍と同じタイミングでトッテナムとレアル・マドリードが提携契約を締結、レアル・マドリードのフロレンティーノ・ペレス会長は「我々両クラブの強固で親密な関係が、長期的なパートナーシップの締結とルカ・モドリッチの移籍につながった。ルカを歓迎し、今後トッテナムと密接に協力していくことを楽しみにしている」と語り、トッテナムのダニエル・レヴィ会長は「ルカは我々にとって素晴らしい選手だった。彼を手放すのは本望ではないが、移籍先がマドリーであることに満足している。また、マドリーと長期的かつ生産的なパートナーシップを共有することを楽しみにしている」と語った。
8月29日、FCバルセロナとのスーペルコパ・デ・エスパーニャ第2戦で途中出場し、レアル・マドリードデビューした。試合は2-1でレアル・マドリードが勝利し、移籍後およそ36時間後にスペインでの初タイトルを手にした。しかし、移籍初年度はマルカ読者によりシーズン最悪の補強に選ばれるなど、厳しい批判に晒される不本意なシーズンとなった。2013年にカルロ・アンチェロッティが監督に就任すると先発の地位を確立、翌シーズンにはリーグ最優秀ミッドフィールダーに選ばれるなど重要な選手の1人となった。レアル・マドリードでの100試合目となるUEFAチャンピオンズリーグのバイエルン・ミュンヘン戦ではアシストを記録して4-0での大勝に貢献し、決勝においてもコーナーキックからセルヒオ・ラモスの同点ゴールをアシストした。チャンピオンズリーグの優勝を祝ってトレードマークでもあった長髪を切り、エスタディオ・サンティアゴ・ベルナベウでのセレモニーでは短髪で姿を表した。
2014年夏の移籍市場では中盤で共にプレーをしていたアンヘル・ディ・マリアとシャビ・アロンソが揃って移籍し、入れ替わるようにトニ・クロースが加入。アンチェロッティは10番タイプであるモドリッチとクロースを中盤の底で併用した。前シーズンにチャンピオンズリーグ優勝の立役者の一人となったモドリッチだが、11月に行われたEURO予選のイタリア戦で大腿部を負傷したことによってFIFAクラブワールドカップに参加することは出来なかった。2015年3月10日、チャンピオンズリーグのシャルケ04戦で戦線復帰。チャンピオンズリーグ準々決勝となったアトレティコ・マドリード戦前、アトレティコのディエゴ・シメオネ監督は「モドリッチの復帰によりチームの中盤はアグレッシブかつダイナミックになる。彼はレアル・マドリードの物凄いポテンシャルを一段と高めることができる」と影響力の高さに言及した。しかし、4月18日のマラガCF戦で靭帯を損傷したことにより再び長期離脱を強いられた。チャンピオンズリーグ決勝に向けての復帰を目指していたが、チームはベスト4で敗退しシーズン中の復帰は叶わなかった。

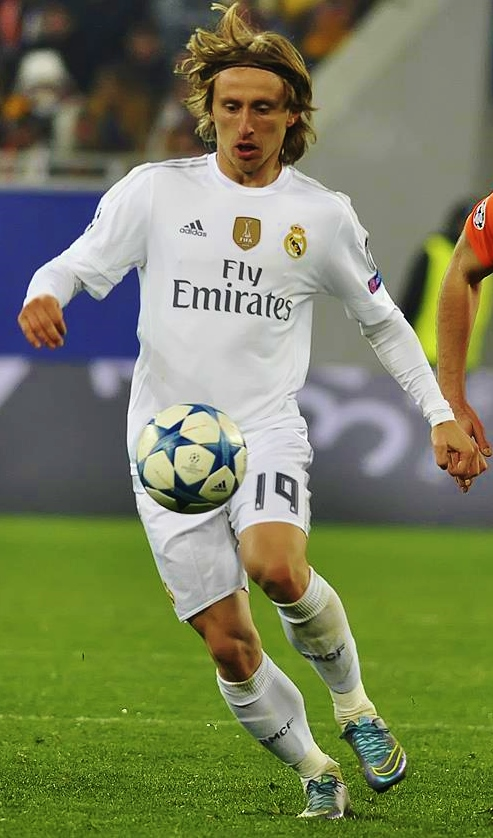
レアル・マドリードでのモドリッチ（2015年）

2015-16シーズンは2年ぶりとなるチャンピオンズリーグ優勝を手にした。自身2度目となるリーグ最優秀MFに選ばれたほか、FIFProからは2015年のベストイレブンに選出された。また、成績不振によりシーズン途中に解任されたラファエル・ベニテスに代わり監督に就任したジネディーヌ・ジダンの初陣でデポルティーボ・ラ・コルーニャに大勝した後、「監督交代は良いものだった」とのコメントを残した。
2016年10月18日、レアル・マドリードとの契約を2020年まで契約を延長したことが発表された。
FIFAクラブワールドカップでも2試合連続で先発出場し、大会シルバーボールに選ばれた。2016年には2年連続となるFIFProベストイレブンに選ばれたほか、UEFAチーム・オブ・ザ・イヤーにも初選出された。2016-17シーズンはプリメーラ・ディビシオン制覇、前年に続きチャンピオンズリーグ連覇に貢献した。その活躍により、チャンピオンズリーグの大会最優秀MFに選ばれた。
2017年7月、ハメス・ロドリゲスの後を継ぎ、ルイス・フィーゴ以降着用した選手が期待外れもしくは不本意な形で退団していることから呪われた番号とも呼ばれている10番を着用することが決定した。モドリッチは19番へ愛着を持ちながらも「10番が空くことが分かった時、このチャンスを逃す訳にはいかないと思った。なぜなら、自分が最も好きな番号だからだ」と語った。

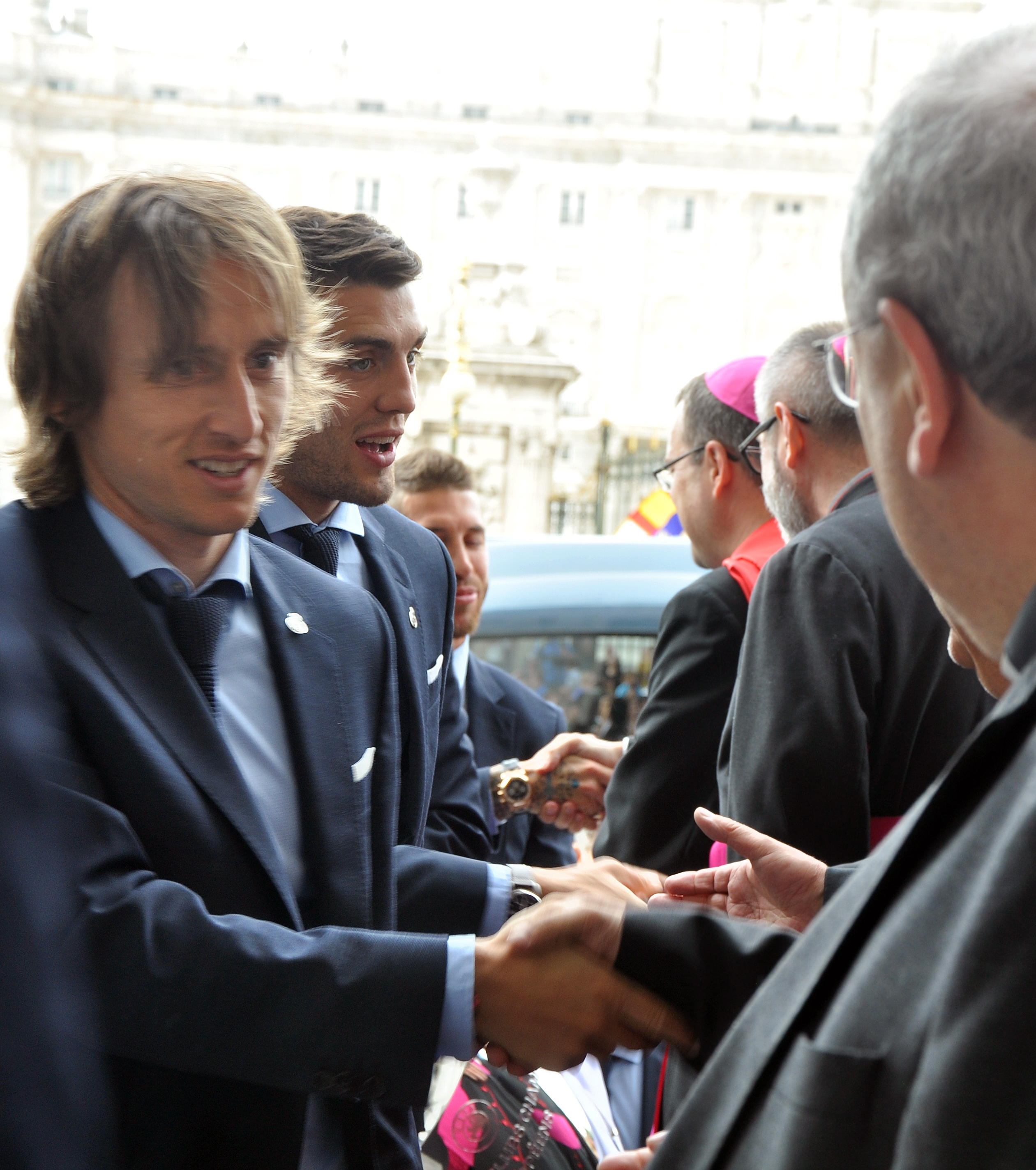
チャンピオンズリーグ優勝後、アルムデナ大聖堂で称賛を受けるモドリッチ（2018年）

8月13日に行われたスーペルコパ第1戦は、3年前の同大会でレッドカードを受けたことから出場することができなかった。シーズン途中に発表されたザ・ベスト・FIFAフットボールアウォーズでは6位、バロンドールでは5位に入り、それぞれ自己最高位且つミッドフィールダー最高位となった。同シーズンのUEFAチャンピオンズリーグにおいても優勝、チームメイトのクリスティアーノ・ロナウド、クロース、ラモス、マルセロらとともに3年連続で優秀選手に選ばれるなどレアル・マドリードのUEFAチャンピオンズリーグ3連覇に貢献した。
UEFAチャンピオンズリーグ3連覇やFIFAワールドカップ準優勝が評価され、同年のUEFA欧州最優秀選手賞、FIFA最優秀選手賞を受賞したほか、長年ロナウドとリオネル・メッシの独占状態にあったバロンドールにおいても、2007年のカカ以来11年ぶりとなる2選手以外の受賞者となった。授賞式にてモドリッチもそのことに触れ、シャビ・エルナンデスやアンドレス・イニエスタ、ヴェスレイ・スナイデルらも本来バロンドールを獲れる選手であったと語った。その他、クロアチアのスポーツ記者によるクロアチア年間最優秀アスリートや、ブルガリア通信社が主催するバルカン半島年間最優秀スポーツ選手にも選ばれた。
2019年3月6日史上初の4連覇を目指して臨んだUEFAチャンピオンズリーグではラウンド16のアヤックス戦で敗退し、ベスト16に終わる。2018-19シーズンの獲得タイトルはFIFAクラブワールドカップのみに終わり、モドリッチ自身も不調に陥った。翌2019-20シーズンには、フェデリコ・バルベルデのブレイクもあり一時出場機会が減少したが、新型コロナウイルスの流行に伴う中断後は再び高いパフォーマンスを披露、シーズン5得点、リーグ7アシストと共にレアル・マドリード加入以降でキャリアハイとなる数字を記録し、ラ・リーガ優勝に貢献した。
2020-21シーズンにはモドリッチの後継者候補と目されていたマルティン・ウーデゴールがレアル・ソシエダから復帰し、バルベルデも含めた若手選手とのポジション争いや世代交代にも注目が集まった。しかし、モドリッチはドリブル、パス、守備など様々なスタッツで昨季を上回るパフォーマンスを見せて出場機会を確保した。シーズン終了後、2021年6月末までとなっていたレアル・マドリードとの契約を一年延長した。
2021-22シーズンは、フェデリコ・バルベルデの台頭やフランスの新星エドゥアルド・カマヴィンガの加入、チームのハイプレス戦術により、ベテランのモドリッチはシーズン序盤は出場機会が限られた。しかし、シーズン途中からカゼミーロ、モドリッチ、クロースのUEFAチャンピオンズリーグ3連覇メンバーが中盤に固定化されたことで、例年同様出場機会を増やした。シーズンを通して36歳ながら高いパフォーマンスを披露し、チームの35度目のリーグ優勝、14度目のUEFAチャンピオンズリーグ優勝の2冠に大きく貢献した。とりわけ、UEFAチャンピオンズリーグでは、ラウンド16パリ・サンジェルマン戦2ndレグでのドリブルからの2点目のアシスト、準々決勝チェルシー戦2ndレグでは得意のアウトサイドパスでロドリゴの同点ゴールをアシストするなど、大逆転が続いたチームで決定的な活躍を見せ、UEFAチャンピオンズリーグ制覇の立役者の一人となった。大会終了後、UEFA公式のチャンピオンズリーグベスト11に選出された。シーズン終了後には2022年6月末までとなっていたレアル・マドリードとの契約を再び1年延長したことが発表された。このシーズン36歳にしてこれまでのキャリアで最高のシーズン10アシストを決めた。
2022-23シーズン、チャンピオンズリーググループステージ、セルティックFC戦でレアル・マドリードの選手として大会100試合出場を果たし、その試合で得点も挙げた。
2023-24シーズンは開幕戦から3試合ベンチスタートとなった。10月28日に行われたバルセロナ戦では決勝点をお膳立て、この試合でレアル・マドリードの選手として通算500試合出場を果たした。本年も主力としてリーグ戦32試合に出場して、リーグ優勝に貢献した。また自身6度目となるチャンピオンズリーグも優勝したことで長らくフランシスコ・ヘントのみが持っていた6度の欧州制覇という記録にナチョ、ダニ・カルバハル、トニ・クロースとともに並び、ナチョとともにクラブ歴代最多となる26個目のタイトルを獲得した選手となった。

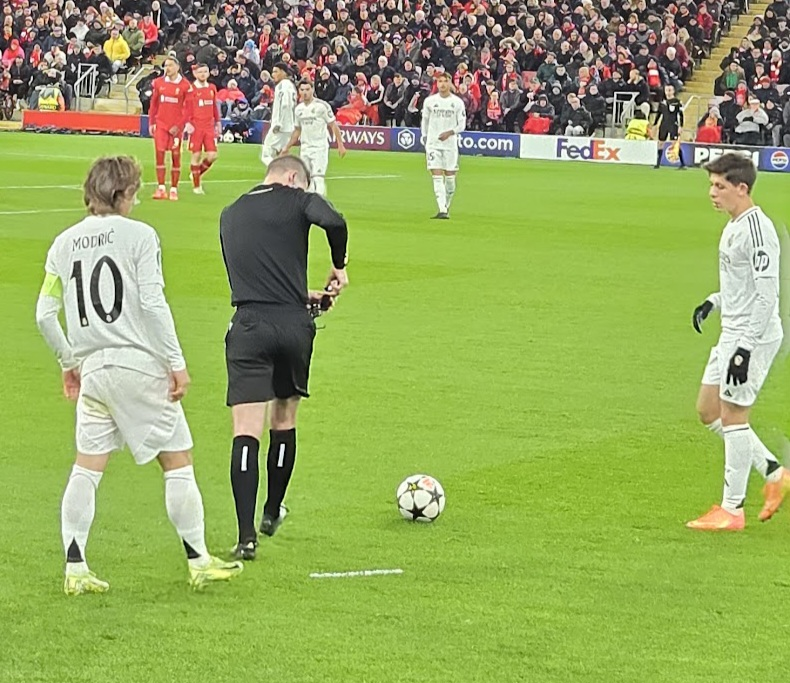
キャプテンマークを付けてプレーするモドリッチ（2024年）

2024年夏、前シーズンは自身の加齢やジュード・ベリンガムの加入で先発から外れることも多くなったことから退団や現役引退も報じられていたが、2024年7月17日、1年間の契約延長に合意したことが発表され、レアル・マドリードで13シーズン目を迎えることになった。2024-25シーズン、これまでキャプテンを務めていたナチョが退団したことにより主将に就任した。2024年10月19日のセルタ・デ・ビーゴ戦で出場し、39歳40日での出場はフェレンツ・プスカシュの持つクラブ最年長出場記録を更新した。同試合では66分に途中出場すると、3分後にヴィニシウス・ジュニオールの得点をアシストした。2025年1月3日のバレンシア戦に80分から出場してゴールを決めたことにより、これまでプスカシュが保持していた39歳15日でのゴール記録を上回る39歳116日でゴールを決めたこととなり、クラブの最年長ゴール記録を更新した。さらに、2025年2月24日にスタメンで出場すると41分にボレーシュートでのゴールを決めたことにより、自身が持つクラブ最年長ゴール記録を更新した。
レアル・マドリードとの契約は6月30日までであったが、2週間の短期で契約を更新しFIFAクラブワールドカップへ参加した。

### ACミラン
2025年7月14日にACミランへの加入が決定。契約は2026年6月30日までの1年間で1年の延長オプションが付随している。背番号は14番。

## 代表経歴

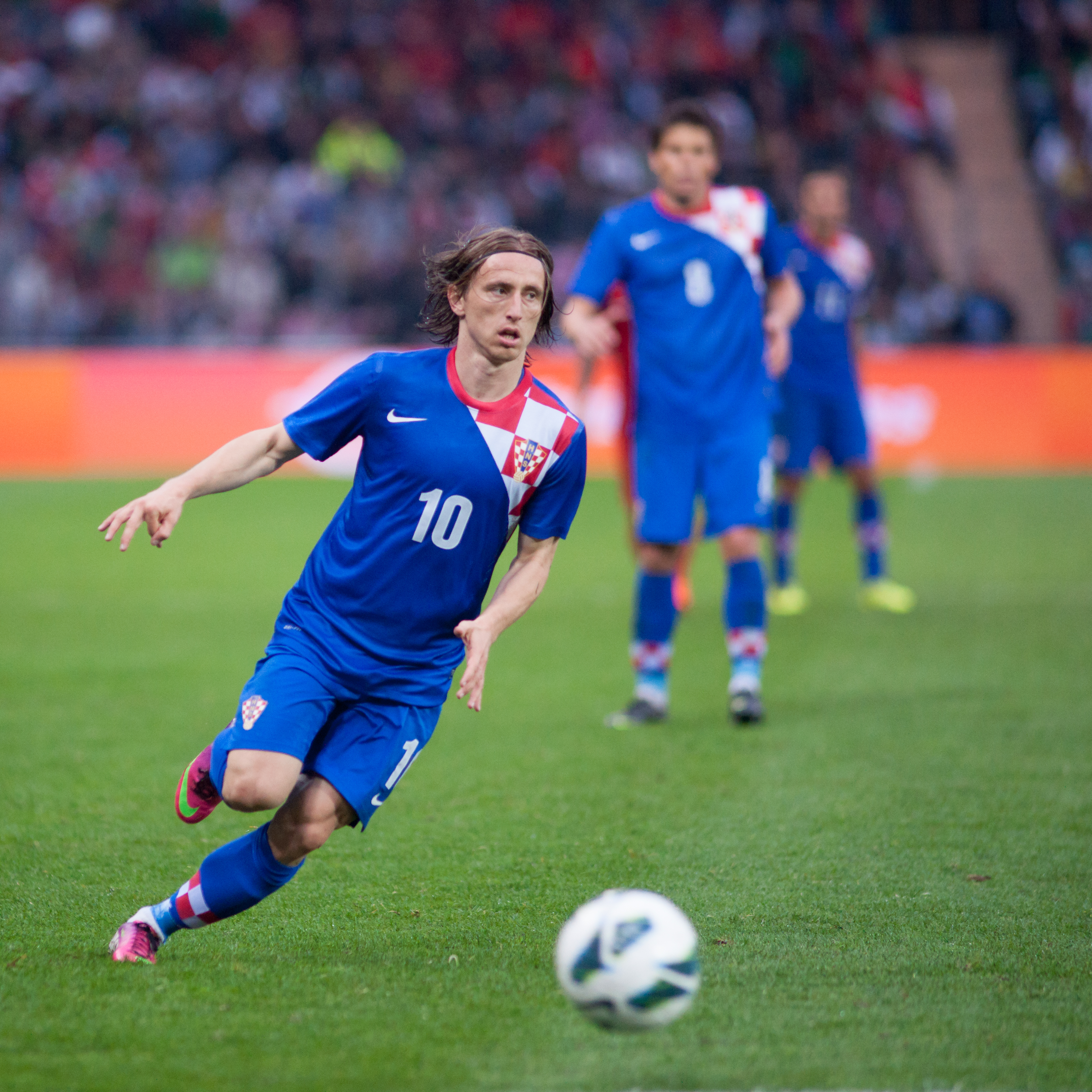
10日に行われたクラブワールドカップ準決勝のパリ・サンジェルマン対レアル・マドリードに敗北したことにより、13年間在籍していたレアル・マドリードでのキャリアが終了した。月がｇ代表でのモドリッチ（2013年）

各世代の代表に選出後、2006年3月1日のアルゼンチンとの親善試合でフル代表デビュー。ドイツワールドカップのメンバーにも選出されるが、同じポジションのニコ・クラニチャールも選出されたため、グループリーグの日本戦とオーストラリア戦に途中出場したのみに終わった。
監督がスラヴェン・ビリッチに交代すると、それまでより1列下がったポジションを任され、代表のレギュラーに定着。ニコ・クラニチャールとの共存にも成功する。ワールドカップ後最初の試合となった、世界王者のイタリアとの親善試合で代表初得点を記録。EURO2008予選で全試合に出場し、アウェーでのイングランド戦ではドリブルで数々のチャンスを作り出しクロアチアの本戦出場に貢献するとともに、イングランドを予選敗退に追い込んだ。
EURO2008ではグループリーグ初戦の開催国オーストリア戦でPKにより決勝点を記録。グループリーグ第2戦のドイツ戦ではマン・オブ・ザ・マッチに選ばれる活躍で金星に貢献。準々決勝のトルコ戦では延長後半14分にイヴァン・クラスニッチの先制点をアシストしたものの直後に同点とされ、PK戦では最初のキッカーとして失敗し、チームはベスト8で敗退した。しかし「EURO2008最大の収穫」と評される活躍により、自身はUEFA選定大会優秀選手に選ばれた。
UEFA EURO 2012予選では全ての試合に出場し、本大会出場権を獲得する。グループリーグ初戦のアイルランド戦では勝利するも、第2戦イタリア戦で引き分け、最終戦であるスペイン戦で敗れた。その結果、イタリアと勝ち点1差でグループリーグ敗退となった。2年後のワールドカップにおいても、開幕戦でブラジルに敗れるなど1勝2敗となり、グループリーグ突破はならなかった。
EURO2016では、初戦となるトルコ戦でボレーシュートを決め、スペイン戦ではセルヒオ・ラモスのキックの癖をダニエル・スバシッチに伝えPK阻止に導くなど グループステージ突破に貢献。しかし、決勝トーナメントでは延長の末ポルトガルに敗れた。大会終了後に代表を引退したダリヨ・スルナに代わって、2016年以降はクロアチア代表のキャプテンに就任した。
2017年10月6日、2018年W杯予選のフィンランド戦にて代表100試合出場を達成した。

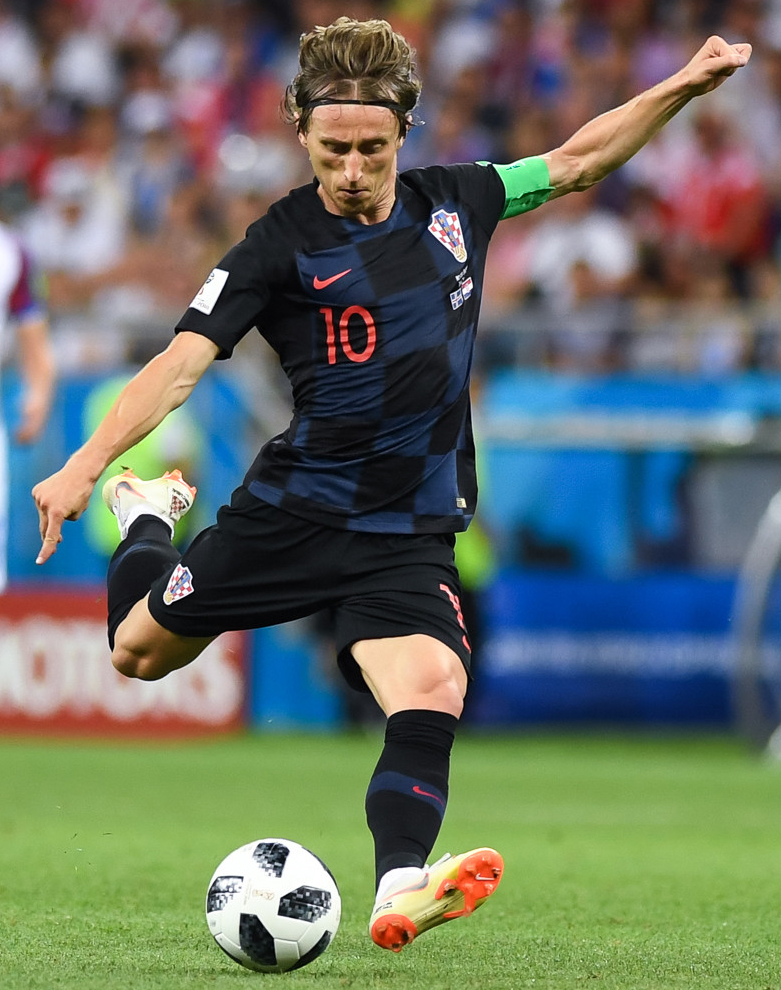
ワールドカップでプレーするモドリッチ（2018年）

2018年W杯本戦では、グループリーグ初戦ナイジェリア戦、2戦目のアルゼンチン戦と2試合連続で得点を奪うなど勝利に貢献し、2試合連続でマン・オブ・ザ・マッチに選ばれた。決勝トーナメント第1戦となるデンマーク戦では1-1で迎えた延長戦終盤にアンテ・レビッチへのスルーパスからPKを獲得するも、カスパー・シュマイケルに阻まれた。その後のPK戦では3人目のキッカーを務めると、ゴール正面へのシュートを決めて成功させた。出場した7試合中3試合でマン・オブ・ザ・マッチに選ばれるなどクロアチア代表を牽引し、代表を史上最高位となる準優勝に導くとともに大会最優秀選手にも選ばれた。
UEFAネーションズリーグ第1回大会となる2018-19シーズンでも引き続きキャプテンを務めた。初戦のスペイン戦では6-0と敗戦を喫すると、4戦で1勝2敗1分でリーグBに降格となった。
2021年3月27日に行われた2022年W杯予選のキプロス戦で、クロアチア代表最多となる135試合目の出場を達成した。2021年、ユーロ2020ではグループリーグ第3戦のスコットランド戦では決勝ゴールとなったミドルシュートで得点を奪うと、CKからペリシッチのゴールをアシスト、決勝トーナメント進出に貢献した。
2022年カタールワールドカップのクロアチア代表のメンバーとして選ばれた。グループを2位で通過、日本戦、ブラジル戦とPK戦の末、勝ち進んだが、準決勝でアルゼンチンに敗れ、2大会連続となる決勝進出とはならなかった。3位決定戦でモロッコに2-1で勝利し、大会を3位で終えた。また、ブロンズボールを受賞した。
2024年5月20日、モドリッチはUEFA Euro 2024に向けた最終メンバーに選出された。 彼は、5回の欧州選手権に出場したわずか3人の選手のうちの1人となった。

## 人物

### プレースタイル
10代の頃は典型的な10番の攻撃的MFとして年代別代表でプレーしていたが、ディナモ・ザグレブ時代の2度のレンタル移籍を経てハードワーカーとしての資質も身につけ、20代半ばよりボランチやサイドハーフもこなす攻守万能のプレーヤーとして新境地を開拓した。
高いボールテクニックを持ち両足で精度の高いボールコントロールが可能で、長短織り交ぜたパスでボールを散らしたりFWへの楔のパスなど鮮やかなキックを持つ。特にコントロールは難しいがタイミングや軌道を相手に読まれにくいアウトサイドでのパス技術は際立ち、試合でも多用している。高いパス成功率もさることながら運ぶドリブルにも優れ、ボールを確実に前に動かしてチームに有利な状況を生み出す中盤の羅針盤の役割を果たす。その他にも強烈なミドルシュートを備えており、得点の多くはペナルティエリア外からのものである。
また、オフ・ザ・ボールの動きにも優れ、その優れた戦術眼や戦略プランによるゲーム作りは、オーケストラの指揮者 や傀儡子、魔法使い などにたとえられる。
小柄で線は細いが的確な読みと激しい寄せで守備にも貢献できる。2010-11シーズンのプレミアリーグでパス成功数とインターセプト数の両方でベスト3に入り、スペインリーグでもトップクラスのインターセプト数を記録するなど、巧さとしぶとさを兼ね備え攻守に高いレベルでプレーができる。2016-17シーズン、カンプ・ノウでのエル・クラシコにおいて中盤の底のポジションで起用されたモドリッチは、守備の名手で知られるエンゴロ・カンテ以上とも称えられるプレーを披露した。
HŠKズリニスキ・モスタル時代にプレミイェル・リーガ特有の激しくダーティなプレーの中で、心身の強さを培った。モドリッチ自身も「ボスニアでプレーしたなら世界のどこでもプレーできる」と語っている。

### 人となり
日頃は寡黙であり、チームメイトによれば、モドリッチは鋭い観察眼の持ち主で、普段はいたって無口だと言われる。ロッカールームではフクロウのように静かに鋭い視線を送って、周囲で起こっているありとあらゆる出来事を観察しているという。しかしながらピッチ上では言動やプレーで周囲を引っ張るリーダーであり、2018年W杯の際にはクロアチアサッカー連盟の会長を務めるダヴォール・シューケルから「延長戦でもあらゆるボールに飛び込んでいく。ルカは我々のリーダーであり、こういう選手がいるのは大きい」と常にファイトする姿勢を称賛された。
自分のことを話すのを得意としないためインタビュアー泣かせの選手と言われるが、一方でピッチ上では激情の持ち主であり、レアル・マドリードのチームメイトからはスペイン語で「怒りっぽい人」「不機嫌な人」を意味するビネガーと揶揄されている。モドリッチ自身、「自分はおとなしい性格だけど、ピッチに立つと不思議と臆病さが消える。たぶん、サッカーが僕の心を熱くして、”変身”することができるのさ。日々の練習も、試合も、ボールを蹴るのは楽しくて仕方ない。負けるのは嫌いだけどね」と語っている。
2025年4月、イングランドのスウォンジー・シティの株式の一部を取得し、同クラブの共同オーナーに加わった。

## 評価

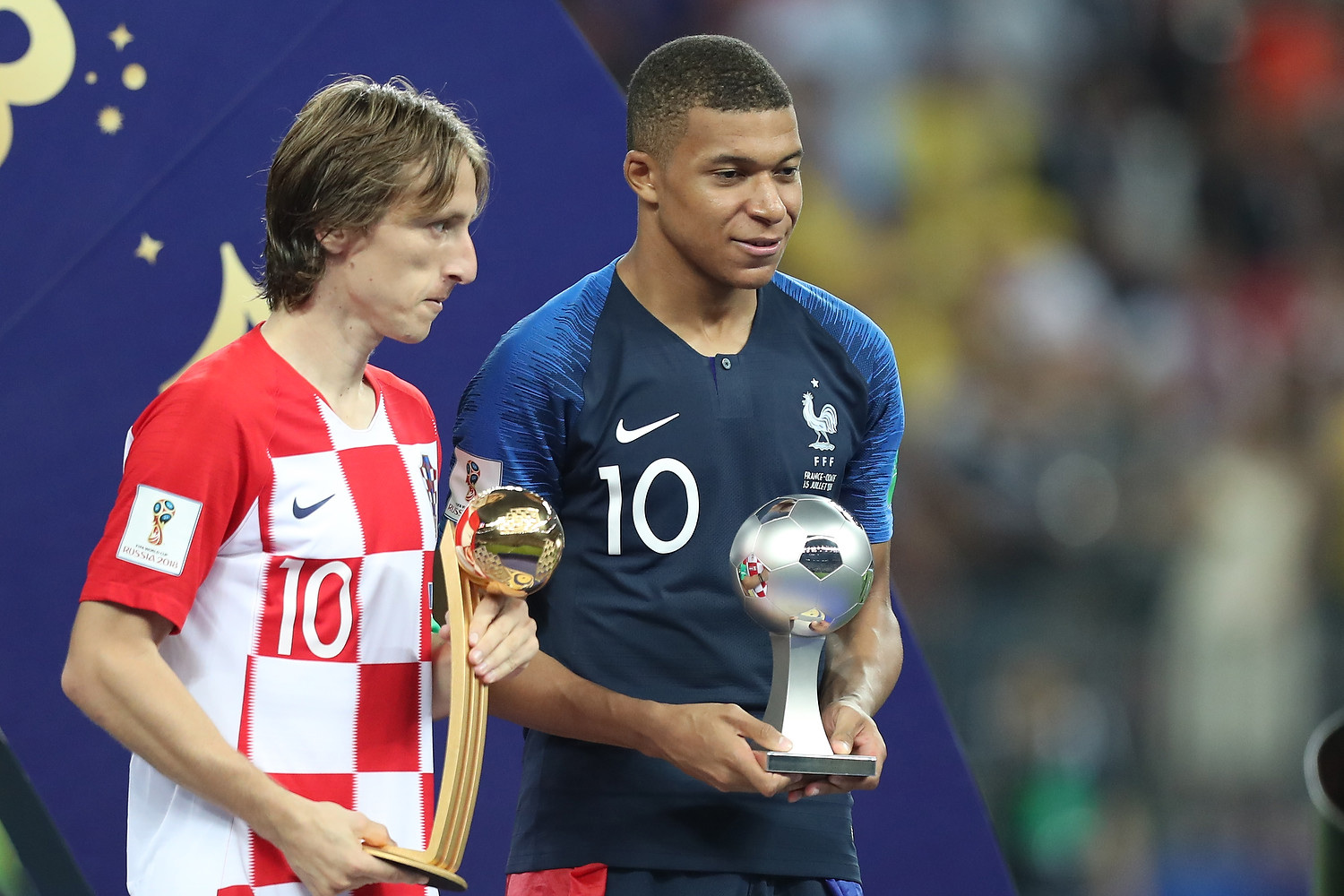
ワールドカップ最優秀選手賞を受け取ったモドリッチ（左）と最優秀若手選手賞を受け取ったキリアン・エムバペ（右）

ダレン・アンダートンはモドリッチがトッププレーヤーであり、ポール・スコールズの完璧な後継者となり得ると賞賛。ライアン・ギグスもまた、スコールズの真の後継者としてモドリッチを指名した。スコールズ本人も自身に近い選手としてモドリッチの名前を挙げているが、ゲームをコントロールする部分には同じ特徴を感じながらもスピードや突破力での違いを指摘しており、レアル・マドリードのチームメイトであるトニ・クロースをより近い存在として語っている。ジョン・テリーはモドリッチを「対戦するのが難しいワールドクラスのプレイヤーで、機敏な素晴らしいフィニッシャー」と賞賛した。
歳も近く、小柄でありながら同時期にレアル・マドリードとFCバルセロナの中盤に君臨していたアンドレス・イニエスタとは度々比較されている。トッテナム時代の恩師であるハリー・レドナップはモドリッチを「模範的で、違うレベルのプレーヤー」と表現し、そのプレーやサッカーへの真面目な姿勢、プロ意識を高く評価するなどベイルらとともに「代えの利かない売却不可能な選手」であるとしている。息子のジェイミー・レドナップもモドリッチを世界最高のミッドフィールダーであるとし、シャビ・エルナンデスやイニエスタによって狭いスペースでもボールをさばける確かなテクニック、ドリブル、パスとあらゆる要素が求められ世界最高のミッドフィールダーのハードルが高くなったが、モドリッチはそれらの要素に加えクロアチア代表時の決定力などにより再びそのハードルを上げたと語った。
トッテナム・ホットスパーで同僚だったディミタール・ベルバトフはモドリッチを「イニエスタやシャビと同等の領域におり、過去10年間における最高のMFを3人挙げるとすれば、彼はその中に間違いなく入ってくるだろう」と語っている。クロアチア代表でモドリッチと、FCバルセロナでイニエスタと共にプレーしたイヴァン・ラキティッチは「彼らはどちらともそのポジションにおけるベストな選手であり、別の惑星から来た選手たち」と評している。イニエスタ自身も「僕たちは異なる特徴を持つ選手だが、フィールド上のポジション、ゲームの考え方、ボールの扱い方などは似ていると思う。彼は現存する、そしてこれからも最高のミッドフィルダーの１人だ。マドリーのようなクラブで何年も活躍するのは簡単ではないよ」と評価している。
かつてNKディナモ・ザグレブやレアル・マドリードでプレーした同郷のロベルト・プロシネチキは「テクニックと判断力を兼ね備えたうえ、強い意志を持った本物のミッドフィルダー」と評し、歴代最高のクロアチア人選手と主張している。同じく同郷のズボニミール・ボバンはEURO 2012でのイタリア戦前に「イタリアにおけるピルロのように極めて重要な選手であり、モドリッチ抜きのクロアチアは想像できない。試合を読む力が素晴らしく、チームリーダーとしての自覚も高い」と語った。
フロレンティーノ・ペレスからの信頼も厚く、同じくクロアチア代表マテオ・コヴァチッチの獲得もモドリッチによる進言から実現した。
スペイン紙マルカは37歳ながらトップレベルを維持しているモドリッチにスポットを当て、2022年に41歳で現役を引退したテニスのロジャー・フェデラーと重ねて「数十年に一度しか現れないフットボール界のフェデラー」であるとした。

### バロンドール投票
| 年   | 順位 | ポイント | 所属クラブ         |
| ---- | ---- | -------- | ------------------ |
| 2016 | 17位 | 1        | レアル・マドリード |
| 2017 | 5位  | 84       | レアル・マドリード |
| 2018 | 1位  | 753      | レアル・マドリード |
| 2021 | 29位 | 得票なし | レアル・マドリード |
| 2022 | 9位  | 20       | レアル・マドリード |
| 2023 | 10位 | 19       | レアル・マドリード |

## エピソード
そのプレーや容姿からヨハン・クライフと比較され、モドリッチもトッテナム・ホットスパーやクロアチア代表ではクライフの代名詞でもある背番号14番を背負ってプレーしたほか、クライフが亡くなった2016年3月にはSNSにてクライフの名前が入ったオランダ代表の14番ユニフォームと共に写った写真を投稿し哀悼の意を表わした。憧れの選手として、クライフや母国の選手であるボバンのほかフランチェスコ・トッティの名を挙げている。
ズドラヴコ・マミッチ副会長を中心としたクロアチアサッカー連盟の腐敗によりサポーターがクロアチア代表へ強い不信感を持っていた時期があり、NKディナモ・ザグレブの経営にも参画していたマミッチは売却時の50%の移籍金を選手側に分割する条項を契約に盛り込んだ上で選手には全額拒否の宣言書を書かせることでマミッチが横領する詐欺行為を行っていたことで懲役6年半の判決が下った。その選手の中にはモドリッチも含まれており、サポーターの中にはモドリッチの名前に拒否反応を示す者もあらわれた。しかし、マミッチとの騒動に巻き込まれる中で迎えた2018年のFIFAワールドカップではクロアチアを決勝に導いたことで母国凱旋時には数千人のサポーターがモドリッチを称え、クロアチアの英雄としての地位を確立した。
試合に臨むときには必ず左足からスパイクを履き、18歳のときに父からもらい受けた十字架のネックレスを外すことをルーティーンとしている。
モドリッチはスペインの税務局から、ルクセンブルクに妻ヴァーニャ名義で設立したペーパーカンパニーを通じて、2013年から2014年にかけて合計87万728ユーロを脱税したと告発されていた。モドリッチは禁錮8カ月の罪を認めて、脱税額の40％となる34万8291ユーロの罰金を支払うことで検察当局と合意した。また、ほかの選手と同様に禁固1日につき250ユーロ、合計6万ユーロを支払うことで収監を免れた。
ロドリゴのレアル・マドリード加入時、ロドリゴの父親が自分の1歳上と知ったモドリッチは驚きつつも「じゃあ、僕に敬意を払いなよ。僕は君の父親くらい年上なんだから」と話した。それ以来ロドリゴのことを息子と呼んで親子のような関係を築いている。

## 個人成績

### クラブ
2025年7月15日現在
| クラブ                     | シーズン | リーグ         | リーグ戦 | リーグ戦 | カップ戦 | カップ戦 | 国際大会 | 国際大会 | その他 | その他 | 合計 | 合計 |
| クラブ                     | シーズン | リーグ         | 出場     | 得点     | 出場     | 得点     | 出場     | 得点     | 出場   | 得点   | 出場 | 得点 |
| -------------------------- | -------- | -------------- | -------- | -------- | -------- | -------- | -------- | -------- | ------ | ------ | ---- | ---- |
| HŠKズリニスキ・モスタル    | 2003-04  | プレミイェル   | 25       | 8        | –        | –        | –        | –        | 0      | 0      | 25   | 8    |
| HŠKズリニスキ・モスタル    | 通算     | 通算           | 25       | 8        | -        | -        | -        | -        | 0      | 0      | 25   | 8    |
| NKインテル・ザプレシッチ   | 2004-05  | プルヴァHNL    | 18       | 4        | –        | –        | –        | –        | 0      | 0      | 18   | 4    |
| NKインテル・ザプレシッチ   | 通算     | 通算           | 18       | 4        | -        | -        | -        | -        | 0      | 0      | 18   | 4    |
| ディナモ・ザグレブ         | 2004-05  | プルヴァHNL    | 7        | 0        | 1        | 0        | –        | –        | 0      | 0      | 8    | 0    |
| ディナモ・ザグレブ         | 2005-06  | プルヴァHNL    | 32       | 7        | 1        | 0        | –        | –        | 0      | 0      | 33   | 7    |
| ディナモ・ザグレブ         | 2006-07  | プルヴァHNL    | 30       | 6        | 8        | 2        | 6        | 0        | 0      | 0      | 44   | 8    |
| ディナモ・ザグレブ         | 2007-08  | プルヴァHNL    | 25       | 13       | 8        | 1        | 10       | 3        | 0      | 0      | 43   | 17   |
| ディナモ・ザグレブ         | 通算     | 通算           | 94       | 26       | 18       | 3        | 16       | 3        | 0      | 0      | 128  | 32   |
| トッテナム・ホットスパーFC | 2008-09  | プレミアリーグ | 34       | 3        | 6        | 1        | 4        | 1        | 0      | 0      | 44   | 5    |
| トッテナム・ホットスパーFC | 2009-10  | プレミアリーグ | 25       | 3        | 7        | 0        | -        | -        | 0      | 0      | 32   | 3    |
| トッテナム・ホットスパーFC | 2010-11  | プレミアリーグ | 32       | 3        | 2        | 0        | 9        | 1        | 0      | 0      | 43   | 4    |
| トッテナム・ホットスパーFC | 2011-12  | プレミアリーグ | 36       | 4        | 2        | 0        | 2        | 1        | 0      | 0      | 40   | 5    |
| トッテナム・ホットスパーFC | 通算     | 通算           | 127      | 13       | 17       | 1        | 15       | 3        | 0      | 0      | 159  | 17   |
| レアル・マドリード         | 2012-13  | プリメーラ     | 33       | 3        | 9        | 0        | 11       | 1        | 0      | 0      | 53   | 4    |
| レアル・マドリード         | 2013-14  | プリメーラ     | 34       | 1        | 6        | 0        | 11       | 1        | 0      | 0      | 51   | 2    |
| レアル・マドリード         | 2014-15  | プリメーラ     | 16       | 1        | 2        | 0        | 7        | 0        | 0      | 0      | 25   | 1    |
| レアル・マドリード         | 2015-16  | プリメーラ     | 32       | 2        | -        | -        | 12       | 1        | 0      | 0      | 44   | 3    |
| レアル・マドリード         | 2016-17  | プリメーラ     | 25       | 1        | 2        | 0        | 14       | 0        | 0      | 0      | 41   | 1    |
| レアル・マドリード         | 2017-18  | プリメーラ     | 26       | 1        | 3        | 0        | 14       | 1        | 0      | 0      | 43   | 2    |
| レアル・マドリード         | 2018-19  | プリメーラ     | 34       | 3        | 3        | 0        | 9        | 1        | 0      | 0      | 46   | 4    |
| レアル・マドリード         | 2019-20  | プリメーラ     | 31       | 3        | 3        | 1        | 6        | 1        | 0      | 0      | 40   | 5    |
| レアル・マドリード         | 2020-21  | プリメーラ     | 35       | 5        | 1        | 0        | 12       | 1        | 0      | 0      | 48   | 6    |
| レアル・マドリード         | 2021-22  | プリメーラ     | 28       | 2        | 4        | 1        | 13       | 0        | 0      | 0      | 45   | 3    |
| レアル・マドリード         | 2022-23  | プリメーラ     | 33       | 4        | 4        | 0        | 10       | 2        | 5      | 0      | 52   | 6    |
| レアル・マドリード         | 2023-24  | プリメーラ     | 32       | 2        | 1        | 0        | 11       | 0        | 2      | 0      | 46   | 2    |
| レアル・マドリード         | 2024-25  | プリメーラ     | 35       | 2        | 5        | 2        | 14       | 0        | 9      | 0      | 63   | 4    |
| レアル・マドリード         | 通算     | 通算           | 394      | 30       | 34       | 2        | 134      | 8        | 35     | 3      | 597  | 43   |
| 総通算                     | 総通算   | 総通算         | 658      | 81       | 69       | 5        | 167      | 14       | 36     | 4      | 930  | 104  |

### 代表
- 国際Aマッチ 184試合 27得点（2006年 - ）[124]

| クロアチア代表 | 国際Aマッチ | 国際Aマッチ |
| 年             | 出場        | 得点        |
| -------------- | ----------- | ----------- |
| 2006           | 12          | 2           |
| 2007           | 10          | 1           |
| 2008           | 11          | 3           |
| 2009           | 3           | 1           |
| 2010           | 8           | 0           |
| 2011           | 9           | 1           |
| 2012           | 9           | 0           |
| 2013           | 10          | 0           |
| 2014           | 11          | 2           |
| 2015           | 4           | 0           |
| 2016           | 8           | 1           |
| 2017           | 8           | 1           |
| 2018           | 15          | 2           |
| 2019           | 9           | 2           |
| 2020           | 6           | 0           |
| 2021           | 13          | 4           |
| 2022           | 16          | 3           |
| 2023           | 10          | 1           |
| 2024           | 12          | 3           |
| 通算           | 184         | 27          |

### 代表での得点
| #   | 日時           | 場所                                             | 対戦相手         | スコア | 最終結果 | 大会                                              |
| --- | -------------- | ------------------------------------------------ | ---------------- | ------ | -------- | ------------------------------------------------- |
| 1.  | 2006年8月16日  | スタディオ・アルマンド・ピッキ、リヴォルノ       | イタリア         | 0-2    | 0-2      | 親善試合                                          |
| 2.  | 2006年10月7日  | スタディオン・マクシミール、ザグレブ             | アンドラ         | 7-0    | 7-0      | UEFA EURO 2008予選                                |
| 3.  | 2007年2月7日   | スタディオン・カントゥリダ、リエカ               | ノルウェー       | 2-0    | 2-1      | 親善試合                                          |
| 4.  | 2008年6月8日   | エルンスト・ハッペル・シュターディオン、ウィーン | オーストリア     | 1-0    | 1-0      | UEFA EURO 2008                                    |
| 5.  | 2008年9月6日   | スタディオン・マクシミール、ザグレブ             | カザフスタン     | 2-0    | 3-0      | 2010 FIFAワールドカップ・ヨーロッパ予選           |
| 6.  | 2008年10月15日 | スタディオン・マクシミール、ザグレブ             | アンドラ         | 3-0    | 4-0      | 2010 FIFAワールドカップ・ヨーロッパ予選           |
| 7.  | 2009年6月6日   | スタディオン・マクシミール、ザグレブ             | ウクライナ       | 2-2    | 2-2      | 2010 FIFAワールドカップ・ヨーロッパ予選           |
| 8.  | 2011年9月6日   | スタディオン・マクシミール、ザグレブ             | イスラエル       | 1-0    | 3-1      | UEFA EURO 2012予選                                |
| 9.  | 2014年9月9日   | スタディオン・マクシミール、ザグレブ             | マルタ           | 1-0    | 2-0      | UEFA EURO 2016予選                                |
| 10. | 2014年10月13日 | スタディオン・グラドスキ・ヴルト、オシエク       | アゼルバイジャン | 5-0    | 6-0      | UEFA EURO 2016予選                                |
| 11. | 2016年6月12日  | パルク・デ・プランス、パリ                       | トルコ           | 0-1    | 0-1      | UEFA EURO 2016                                    |
| 12. | 2017年11月9日  | スタディオン・マクシミール、ザグレブ             | ギリシャ         | 1-0    | 4-1      | 2018 FIFAワールドカップ・ヨーロッパ予選プレーオフ |
| 13. | 2018年6月17日  | カリーニングラード・スタジアム                   | ナイジェリア     | 2-0    | 2-0      | 2018 FIFAワールドカップ                           |
| 14. | 2018年6月21日  | ニジニ・ノヴゴロド・スタジアム                   | アルゼンチン     | 2-0    | 3-0      | 2018 FIFAワールドカップ                           |
| 15. | 2019年9月9日   | en:Eighth Neftçi Arena、バクー                   | アゼルバイジャン | 0-1    | 1-1      | UEFA EURO 2020予選                                |
| 16. | 2019年10月10日 | スタディオン・ポリュド、スプリト                 | ハンガリー       | 1-0    | 3-0      | UEFA EURO 2020予選                                |
| 17. | 2021年3月30日  | スタディオン・ルイェヴィツァ、リエカ             | マルタ           | 2–0    | 3–0      | 2022 FIFAワールドカップ・ヨーロッパ予選           |
| 18. | 2021年6月22日  | ハムデン・パーク、グラスゴー                     | スコットランド   | 1-2    | 1-3      | UEFA EURO 2020                                    |
| 19. | 2021年10月11日 | グラドスキ・ヴルト、オシエク                     | スロバキア       | 2-1    | 3-1      | 2022 FIFAワールドカップ・ヨーロッパ予選           |
| 20. | 2021年11月11日 | ナショナル・スタジアム、タカリ                   | マルタ           | 1-4    | 1-7      | 2022 FIFAワールドカップ・ヨーロッパ予選           |
| 21. | 2022年3月29日  | エデュケーション・シティ・スタジアム、ライヤーン | ブルガリア       | 1-1    | 2-1      | 親善試合                                          |
| 22. | 2022年6月13日  | スタッド・ドゥ・フランス、サン＝ドニ             | フランス         | 0-1    | 0-1      | UEFAネーションズリーグ2022-23                     |
| 23. | 2022年9月25日  | エルンスト・ハッペル・シュターディオン、ウィーン | オーストリア     | 1-0    | 3-1      | UEFAネーションズリーグ2022-23                     |
| 24. | 2023年6月14日  | フェイエノールト・スタディオン、ロッテルダム     | オランダ         | 2-4    | 2-4      | UEFAネーションズリーグ2022-23・決勝ラウンド       |

## タイトル

### クラブ
ディナモ・ザグレブ

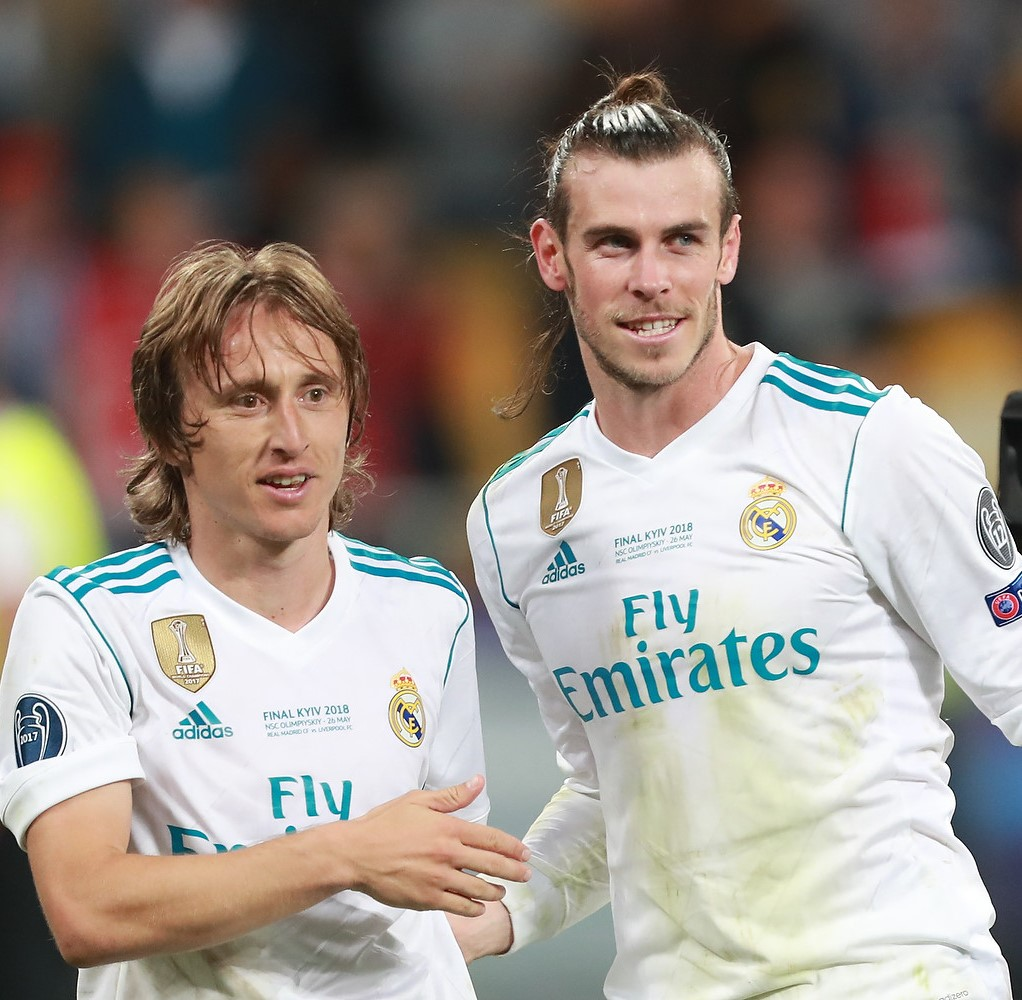
UEFAチャンピオンズリーグ優勝を祝福するモドリッチとガレス・ベイル（2018年）

- プルヴァHNL：3回（2005-06, 2006-07, 2007-08）
- クロアチアカップ：2回（2007, 2008）
- クロアチアスーパーカップ：1回（2006）

レアル・マドリード
- プリメーラ・ディビシオン：4回（2016-17, 2019-20, 2021-22, 2023-24）
- コパ・デル・レイ：2回（2013-14, 2022-23）
- スーペルコパ・デ・エスパーニャ：5回（2012, 2017, 2019-20, 2021-22, 2023-24）
- UEFAチャンピオンズリーグ：6回（2013-14, 2015-16, 2016-17, 2017-18, 2021-22, 2023-24）
- UEFAスーパーカップ：5回（2014, 2016, 2017, 2022, 2024）
- FIFAクラブワールドカップ：5回（2014, 2016, 2017, 2018, 2022）
- FIFAインターコンチネンタルカップ：1回（2024）

### 個人
- プレミイェル・リーガ最優秀選手：2003
- クロアチア年間最優秀若手選手：2004
- プルヴァHNL年間最優秀選手：2007

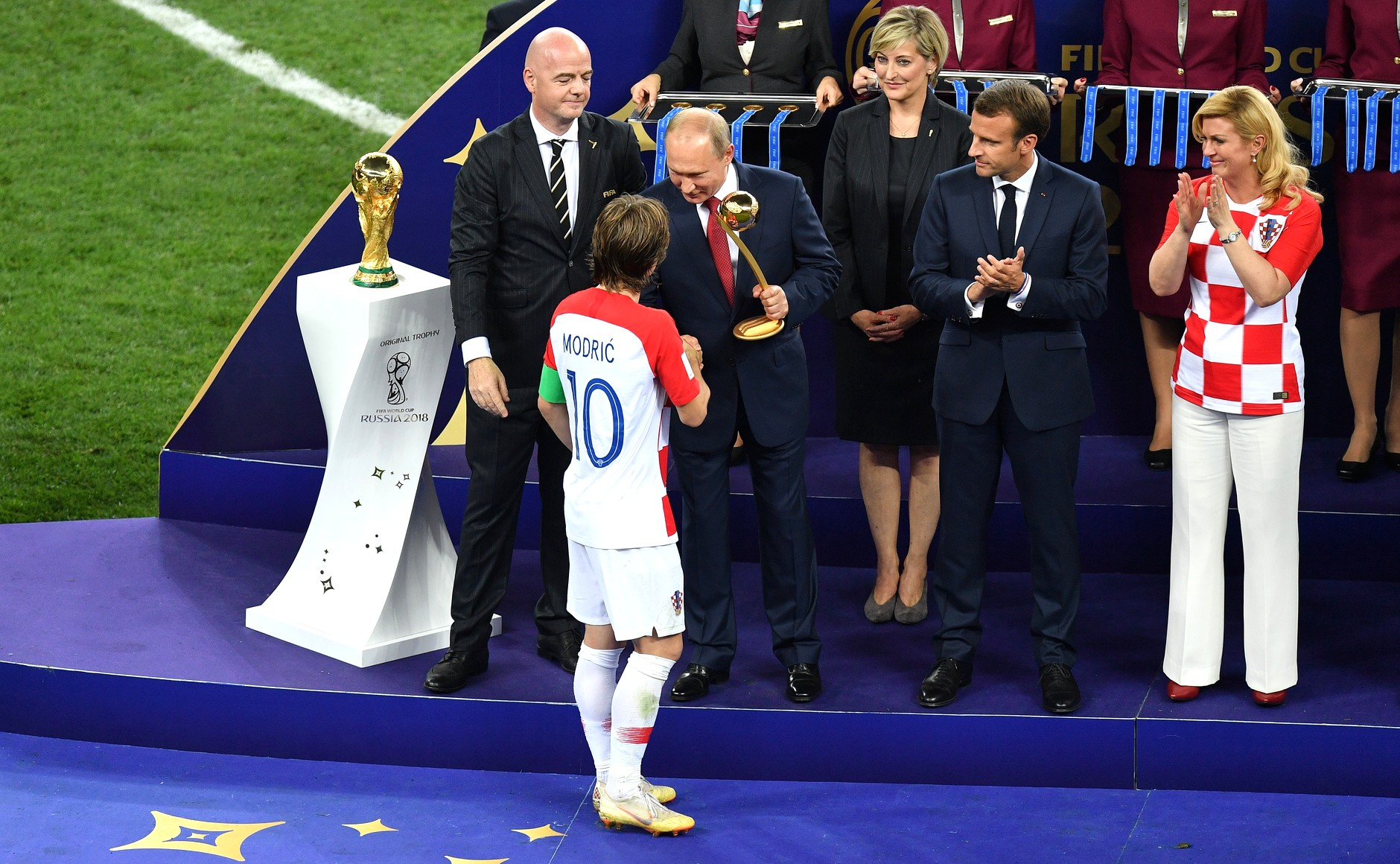
ワールドカップ決勝後、最優秀選手に選ばれたモドリッチはプーチン大統領からゴールデンボールのトロフィーを受け取った（2018年）

- クロアチア年間最優秀選手：2007, 2008, 2011, 2014, 2016, 2017, 2018, 2019, 2020, 2021, 2022, 2023
- UEFA欧州選手権大会優秀選手：2008
- トッテナム・ホットスパーFCシーズン最優秀選手：2010-11
- リーガ最優秀ミッドフィールダー：2013-14, 2015-16
- UEFAチャンピオンズリーグ チーム・オブ・ザ・シーズン：2013-14, 2015-16, 2016-17, 2017-18, 2021-22
- FIFA/FIFProワールドイレブン：2015, 2016, 2017, 2018, 2019, 2022
- UEFAチーム・オブ・ザ・イヤー：2016, 2017, 2018
- FIFAクラブワールドカップゴールデンボール：2017
- FIFAクラブワールドカップシルバーボール：2016
- UEFAチャンピオンズリーグ最優秀MF：2016-17, 2017-18
- FIFAワールドカップゴールデンボール：2018
- FIFAワールドカップ ドリームチーム：2018[125]
- UEFA欧州最優秀選手賞：2018
- ザ・ベストFIFA男子選手：2018
- バロンドール：2018
- ゴールデンフット賞：2019
- FIFAワールドカップ ブロンズボール：2022

### その他
- クロアチア年間最優秀アスリート：2018
- バルカン半島年間最優秀スポーツ選手：2018